# Zeleni vir
Zeleni vir je izletište i zaštićeni rezervat prirodnih vrijednosti u Hrvatskoj. Nalazi se u Primorsko-goranskoj županiji u blizini Skrada. 
Proglašeno je 1962. godine rezervatom i nalazi se na 302 metra nadmorske visine. Ima nekoliko pješačkh i planinskih staza. 
U rezervatu se nalazi i 800 metara dugačak uzak kanjon Vražji prolaz i špilja Muževa hižica. 
Na potoku Zeleni vir je građevinski poduzetnik Josip Lončarić 1921. godine izgradio manju istoimenu hidrocentralu, koja je tada električnom energijom opskrbljivala cijeli Gorski kotar.

## Vanjske poveznice
- Članak u planinarenje.com